# .45 ACP

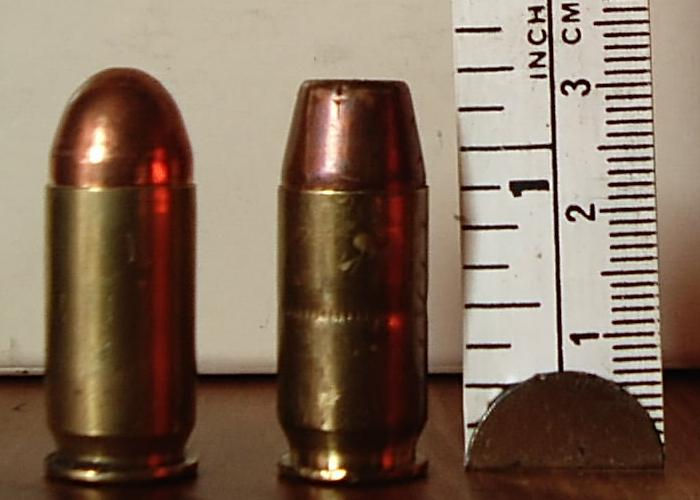
Cartuchos .45 ACP.

El .45 ACP (Automatic Colt Pistol), también llamado .45 Auto o 11,43 x 23, es un cartucho desarrollado por J. M. Browning en 1905 para la pistola M1911. Adoptado oficialmente en 1911 por el Ejército de los Estados Unidos, estuvo en servicio hasta 1985, fecha en la que fueron sustituidos por el 9 x 19.Este cambio se produjo por varios motivos. El calibre 9 mm es el usado en toda la OTAN; tiene un retroceso más suave, por tanto, resulta más manejable y necesita menos entrenamiento; sin que el tamaño de la empuñadura resultara excesivo, una pistola de 9 mm moderna puede cargar 17 balas frente a las 7 de la clásica M1911; el 9 mm perfora mejor que el .45; la munición resulta más barata y, al ser más ligera y pequeña, ofrece ventajas logísticas. Sin embargo, muchos militares estadounidenses siguen prefiriendo la contundencia del .45.
El cartucho .45 ACP tiene su origen en las amargas experiencias del ejército estadounidense en Filipinas, donde los revólveres del .38 Corto muchas veces no eran capaces de detener de un disparo a un atacante decidido y, a menudo, bajo los efectos de alguna droga. Debido a esto, se tuvieron que reutilizar los viejos revólveres «del oeste» que disparaban el .45 Colt. Un estudio posterior concluyó que el calibre .45 era el único aceptable si se quería un arma capaz de derribar de un disparo a cualquier hombre. A comienzos del siglo XX el ejército de los Estados Unidos adoptó una pistola semiautomática, la M1911, que usaba el cartucho .45 ACP, de eficacia similar al .45 Colt de revólver.
El .45 ACP paseó su contundente eficacia en las pistolas y subfusiles estadounidenses en ambas guerras mundiales, y por Corea y Vietnam.
En los Estados Unidos es un cartucho popular entre civiles y hay departamentos de policía que, abandonando el 9 x 19 Parabellum, han adoptado el .45 ACP.
| Especificaciones       | Especificaciones                                                          |
| ---------------------- | ------------------------------------------------------------------------- |
| Tipo de vaina          | Sin montura, recta                                                        |
| Diámetro del proyectil | .452 pulgadas                                                             |
| Diámetro del fondo     | .442 pulgadas                                                             |
| Diámetro del cuello    | .473 pulgadas                                                             |
| Diámetro de la base    | .476 pulgadas                                                             |
| Diámetro del borde     | .480 pulgadas                                                             |
| Grosor del borde       | .049 pulgadas                                                             |
| Longitud de la caja    | .898 pulgadas                                                             |
| Longitud total         | 1,275 pulgadas                                                            |
| Capacidad de la vaina  | 25–27.4 gr H2O                                                            |
| Torsión del estriado   | 1 pulg. 16 pulg.                                                          |
| Tipo de cebo           | Pistola grande LP (algunos fabricantes utilizan ahora pistola pequeña SP) |
| Presión máxima (CIP)   | 19,000 psi                                                                |
| Presión máxima (SAAMI) | 21,000 psi                                                                |

## Sinonimia
11,25x23 mm es la nomenclatura con la que también se denomina al cartucho .45 ACP en Argentina y Noruega. En Noruega se utilizó para la pistola M1911, a principios del siglo XX, mientras que en Argentina se utilizan actualmente las dos nomenclaturas en forma indistinta. La diferencia entre 11,25 y 11,43 es que el primero mide el calibre entre los campos de las estrías del cañón, mientras que el segundo lo hace entre los fondos de las mismas.

## Armas que emplean el .45 ACP
- Colt M1911A1
- Revólver M1917
- Subfusil Thompson
- Subfusil M3
- Carabina silenciada De Lisle
- Pistola Glock 21
- Ingram MAC-10
- Uzi
- TDI Vector
- SIG-Sauer P220
- Halcón M-1943
- Heckler & Koch MK23
- Heckler & Koch USP
- Sistema Colt Modelo 1927
- Pistola Ballester-Molina
- Pistola Obregón
- Pistola M15
- Heckler & Koch UMP
- FP-45 Liberator
- BERSA TPR45c